# Myotis anjouanensis
Myotis anjouanensis là một loài động vật có vú trong họ Dơi muỗi, bộ Dơi. Loài này được Dorst mô tả năm 1960.

## Hình ảnh

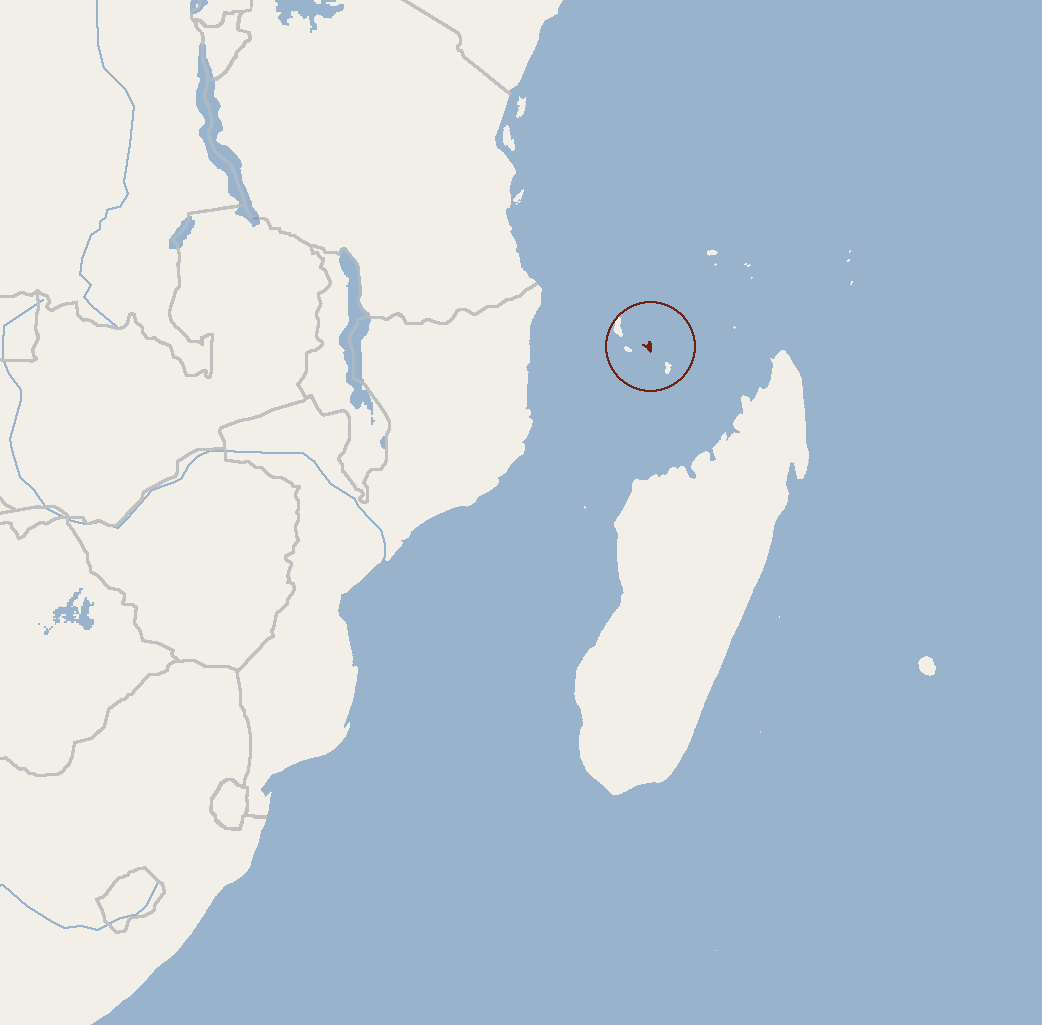